# Verwaltungsgemeinschaft Wasserburg (Bodensee)
Die Verwaltungsgemeinschaft Wasserburg (Bodensee) im schwäbischen Landkreis Lindau (Bodensee) wurde im Zuge der Gemeindegebietsreform am 1. Mai 1978 gegründet und zum 1. Januar 1994 aufgelöst.
Der Verwaltungsgemeinschaft  gehörten die Gemeinden Bodolz, Nonnenhorn und Wasserburg (Bodensee) an. 
Sitz der Verwaltungsgemeinschaft war Wasserburg (Bodensee).